# El Posquelite
El Posquelite är en ort i Mexiko.   Den ligger i kommunen Zihuatanejo de Azueta och delstaten Guerrero, i den södra delen av landet, 300 km sydväst om huvudstaden Mexico City. El Posquelite ligger 58 meter över havet och antalet invånare är 642.
Terrängen runt El Posquelite är kuperad åt sydost, men åt nordväst är den platt. Havet är nära El Posquelite åt sydväst. Runt El Posquelite är det ganska tätbefolkat, med 78 invånare per kvadratkilometer. Närmaste större samhälle är Zihuatanejo, 3,8 km söder om El Posquelite. Omgivningarna runt El Posquelite är en mosaik av jordbruksmark och naturlig växtlighet.